# Galatina (Wein)
Die Bezeichnung Galatina steht für Weiß-, Rot- und Roséweine aus der süditalienischen Provinz Lecce in der Region Apulien. Sie werden teilweise auch mit den Prädikaten Novello, „Riserva“ oder Perlwein (Frizzante) ausgebaut. Die Weine haben seit 1997 eine geschützte Herkunftsbezeichnung (Denominazione di origine controllata – DOC), deren letzte Aktualisierung am 7. März 2014 veröffentlicht wurde.

## Anbau
Der Anbau ist innerhalb der Provinz Lecce gestattet in den Gemeinden Galatina, Cutrofiano, Aradeo, Neviano, Seclì, Sogliano Cavour und Collepasso.

## Erzeugung
Unter der Bezeichnung Galatina DOC werden unterschiedliche Weine erzeugt und verkauft:
- Galatina Bianco (auch als Frizzante) – muss zu mindestens 55 % aus der Rebsorte Chardonnay. Höchstens 45 % andere weiße Rebsorten, die in der Provinz Lecce zugelassen sind, dürfen, einzeln oder gemeinsam, zugesetzt werden.
- Galatina Rosso (auch als Novello) und Galatina Rosato (auch als Frizzante) – muss zu mindestens 65 % aus der Rebsorte Negroamaro. Höchstens 35 % andere rote Rebsorten, die in der Provinz Lecce zugelassen sind, dürfen, einzeln oder gemeinsam, zugesetzt werden.
- Unter der Bezeichnung Galatina …, gefolgt von der jeweiligen Rebsorte, werden Weine produziert, die zu mindestens 85 % aus der jeweils genannten Rebsorte bestehen müssen. Höchstens 15 % andere analoge Rebsorten, die in der Provinz Lecce zugelassen sind, dürfen zugesetzt werden:
  - Galatina Chardonnay
  - Galatina Negroamaro – als „Riserva“ muss er mindestens zwei Jahre im Holzfass gereift sein.

## Beschreibung
Laut Denomination (Auszug):

### Galatina bianco und Galatina bianco frizzante
- Farbe: strohgelb, mit grünlichen Reflexen
- Geruch: zart, angenehm fruchtig
- Geschmack: trocken, charakteristischerweise lebhaft, still oder perlend
- Alkoholgehalt: mindestens 11,0 Vol.-%
- Säuregehalt: mind. 5,0 g/l
- Trockenextrakt: mind. 15,0 g/l[1]

### Galatina Rosso
- Farbe: mehr oder weniger intensives Rubinrot, bisweilen mit Reflexen von rotem Backstein
- Geruch: weinig, charakteristisch, angenehm, intensiv
- Geschmack: trocken, voll, robust, samtig, warm, harmonisch
- Alkoholgehalt: mindestens 12,0 Vol.-%
- Säuregehalt: mind. 5,0 g/l
- Trockenextrakt: mind. 22,0 g/l[1]